# 斯波詮教
斯波 詮教（しば あきのり）は、室町時代中期の高水寺斯波氏（斯波氏陸奥守家/奥州斯波氏の庶流）の当主。陸奥守を官途されたかは不明。『続群書類従』「奥州斯波系図」では詮教より奥州斯波氏が始まるとしている。

## 生涯
『続群書類従』や紫波郡の伝承によれば、斯波家長の曾孫とされており、4代将軍足利義持から6代将軍足利義教（義持の弟）の時代に活動した人物らしく、諱の「詮教」は祖父・詮経（あきつね）以来の「詮」と義教の偏諱（「教」の字）によるものと考えられている。
詮教には息子が多く、高水寺斯波氏を相続した詮勝（あきかつ）、のちに越前鞍谷で斯波義廉の養子となり、その実子（すなわち養兄にあたる）足利義俊（鞍谷公方）に仕えたという郷長、源勝寺（現在の岩手県盛岡市北山）周辺に入部したという子鞏、浄泉寺（現在の宮城県大崎市岩出山）周辺に入部したという義信（よしのぶ）がいた。
このようにして、息子を養子として越前鞍谷に送り込むあたり、詮教の代はまだ宗家たる武衛家との繋がりが深かったと考えられる。

## 系図
『続群書類従』「奥州斯波系図」には、若干の庶流が掲げられている（陸奥守家宗家系図は斯波氏の系図を参照）
- 郷長－左京大夫義久
- 子鞏－遠江守詮満－詮広
- 義信－信時－弾正少弼詮貞